# Павле Маргановић
Павле Паја Маргановић (Делиблато, 17. март 1904 — Загреб, 30. јул 1929), обућарски радник и један од седморице секретара СКОЈ-а.

## Биографија
Рођен је 17. марта 1904. године у селу Делиблату, код Ковина. Обућарски занат је завршио у Вршцу, где се и упознао са радничким покретом.
У радничком покрету је био од 1918. године, а члан Савеза комунистичке омладине Југославије је од 1920. године. Био је члан и секретар Централне управе радника Југославије.
Од 1921. године живео је у Загребу, а у периоду од 1924. до 1928. школовао се на Свердловском универзитету у Москви.
На Четвртом конгресу КПЈ у Дрездену, новембра 1928. године, изабран за члана Централног комитета Комунистичке партије Југославије и постао секретар Централног комитета СКОЈ-а. Крајем 1928. године вратио се у Југославију.
Више пута хапшен и прогањан. Последњи пут је ухапшен априла 1929. године, у току припрема за првомајске демонстрације. После хапшења зверски је мучен и убијен, 30. јула 1929. године, у загребачкој полицији.
Сахрањен је у Гробници народних хероја на Загребачком гробљу Мирогој.
По њему је названа Економско-трговинска школа у Панчеву и основна школа у Делиблату.

## Фото галерија
- Бисте секретара СКОЈ-а у дворишту бивше ОШ „Седам секретара СКОЈ-а“ у Новом Београду
- Спомен-биста у Новом Београду
- Спомен-биста у Панчеву
- Спомен-биста у Делиблату